# Josep Azuara i González
Josep Azuara i González (Montalban, França, 7 de juliol de 1939) és un polític català, alcalde del Masnou de 1979 a 2003.
Va néixer a Montalban, a França, on la seva mare estava exiliada per la Guerra Civil Espanyola. Enginyer de professió, amb 39 anys guanyà les eleccions Eleccions municipals espanyoles de 1979 al Masnou, i fou investit alcalde del Masnou. Va ser el primer alcalde del període democràtic després de la transició democràtica espanyola. Fou alcalde del Masnou entre 1979 i 2003. Té el rècord d'haver estat més temps en el càrrec, que va mantenir ininterrompudament durant vint-i-quatre anys, en sis mandats consecutius, sempre amb el partit de Convergència i Unió (CiU). Dels sis mandats, el primer fou en coalició amb PSC, PSUC i ERC, els tres següents amb majoria absoluta, i els dos darrers amb el suport d'ERC, PSC i PP.
Durant el seu mandat com a alcalde del Masnou va construir l'ambulatori, el nou complex esportiu, el nou mercat municipal, la nova biblioteca i el camp de futbol d'Ocata, entre d'altres. Va urbanitzar carrers, places i passejos, canalitzar rieres i torrents i arranjar el passeig marítim. Va impulsar la construcció de la depuradora d'aigües residuals del Maresme sud, la deixalleria mancomunada amb Alella i Teià i la planta de compostatge i incineració de residus del Maresme. Va modernitzar l'Ajuntament i va estrenar les noves dependències de la policia municipal a Ca n'Orfila. En l'àmbit cultural va impulsar el Festival de Teatre Còmic Ple de Riure, va instaurar els Premis Literaris Goleta i Bergantí i es va fomentar l'Arxiu Municipal i el Museu de Nàutica. Va crear la Ràdio El Masnou, el butlletí d'informació municipal i els casals d'avis de Can Mandri, Can Malet i Cal Ros de les Cabres.
També va exercir de diputat provincial de la Diputació de Barcelona i va presidir l'Associació Catalana de Municipis.
El 14 de juny de 2003, amb 62 anys, va abandonar el càrrec per decisió pròpia.